# Anapistula tonga
Anapistula tonga is een spinnensoort uit de familie Symphytognathidae. De soort komt voor in Tonga.